# Darko Dukovski
Darko Dukovski (Pula, 4. svibnja 1960.), hrvatski povjesničar. 
U Puli završava osnovnu i srednju školu, a akademske 1979./1980. godine na Filozofskome fakultetu u Zagrebu upisuje dvopredmetni studij povijesti i filozofije. Tijekom studija posebice se zanimao novovjekom i suvremenom povijesti i filozofijom.
Diplomirao je 1984. i iste godine na matičnome fakultetu upisao poslijediplomski studij na Odsjeku za povijest, grupa novovjeke i suvremene povijesti. Magistrirao je 1989. radom Nacionalni blok u Istri 1920. – 1921. godine, a koncem 1993. obranio i doktorsku tezu naslovljenu Fašistički pokret u Istri 1919. – 1929. Na temelju objavljenih znanstvenih radova, 1996. je promaknut u znanstveno-nastavničko zvanje docenta te otad kao vanjski suradnik radi na Pedagoškome fakultetu u Puli (danas Odsjek za humanističke znanosti Sveučilišta u Puli) predajući dva predmeta: Svjetsku povijest XX. st. i Povijest Srednje i Jugoistočne Europe XX. stoljeća. Od 2001. u stalnome je radnom odnosu na Filozofskome fakultetu u Rijeci. Godine 2002. promaknut je u zvanje izvanrednoga profesora a 2007. u zvanje redovitoga profesora te u tom zvanju na Odsjeku za povijest predaje predmete: Svjetska povijest XX. stoljeća, Povijest Srednje i Jugoistočne Europe XIX. stoljeća te Povijest Srednje i Jugoistočne Europe XX. stoljeća. Od 2007. na preddiplomskom studiju povijesti u Puli predaje kolegij Uvod u suvremenu povijest a u Rijeci kolegij Društvena povijest Istre 19. i 20. stoljeća. Dosad je objavio stotinjak znanstvenih i stručnih radova.
Od 1985. do 1987. zaposlen u Sveučilišnoj knjižnici u Puli, a od 1987. do 1992. radi u Povijesnom muzeju Istre u Puli na odjelu Zbirke staroga oružja i vojne opreme. Nakon toga od 1992. do 1999. zaposlen je kao nastavnik povijesti u Osnovnoj školi "Tone Peruška" u Puli.
Uz oblikovanje kolegija Uvod u suvremenu povijest na preddiplomskom studiju povijesti i Vojne povijesti na diplomskom studiju povijesti Odsjeka za povijest Filozofskog fakulteta u Puli, autor je novog sveučilišnog preddiplomskog i diplomskog studija povijesti na Filozofskom fakultetu u Rijeci i nositelj nekoliko kolegija iz suvremene povijesti na preddiplomskom i diplomskom studiju. Predstojnik je katedre za novovjeku povijest.
Uz svakodnevnu nastavničku djelatnost, sudjelovao je na brojnim međunarodnim skupovima i radionicama u Italiji, Sloveniji, Njemačkoj, Austriji, Mađarskoj, Srbiji, Grčkoj i Bugarskoj.
Od 2003. godine voditelj je projekta Istra i Rijeka u Hrvatskom proljeću 1971. – 1972. a od 2007. i projekta Istra i Rijeka: Prijelazno razdoblje sjedinjenja s Hrvatskom (1943. – 1954.). Od travnja 2005. član je mješovite hrvatsko-slovenske povijesne komisije pri Ministarstvu vanjskih poslova Republike Hrvatske.

## Djela
- Svi svjetovi istarski : ili još ne-povijest Istre prve polovice XX. stoljeća, C.A.S.H., Pula 1997.
- Fašizam u Istri 1918. – 1943., C.A.S.H., Pula 1998.
- Usud Europe XX. stoljeća: Pandorina kutija europska, C.A.S.H., Pula 1999.
- Rat i mir istarski: model povijesne prijelomnice (1943. – 1955.), C.A.S.H., Pula 2001.
- Istra: kratka povijest dugoga trajanja : od prvih naseobina do danas, Istarski ogranak DHK, Pula 2004.
- Povijest Srednje i Jugoistočne Europe 19. i 20. stoljeća, I., Alinea, Zagreb 2007.
- Povijest Srednje i Jugoistočne Europe 19. i 20. stoljeća, II., Alinea, Zagreb 2007.
- Istra i Rijeka u Hrvatskome proljeću, Alinea, Zagreb 2008.

## Vanjske poveznice
- Darko Dukovski na Tko je tko u hrvatskoj znanosti  Arhivirana inačica izvorne stranice od 4. rujna 2008. (Wayback Machine)